# Partito Pirata (Germania)
Il Partito Pirata (in tedesco Piratenpartei) è un partito politico tedesco, attivo dal 2006 e fondato sul modello del Partito Pirata svedese.

## Storia

Grafico riguardante gli iscritti al partito

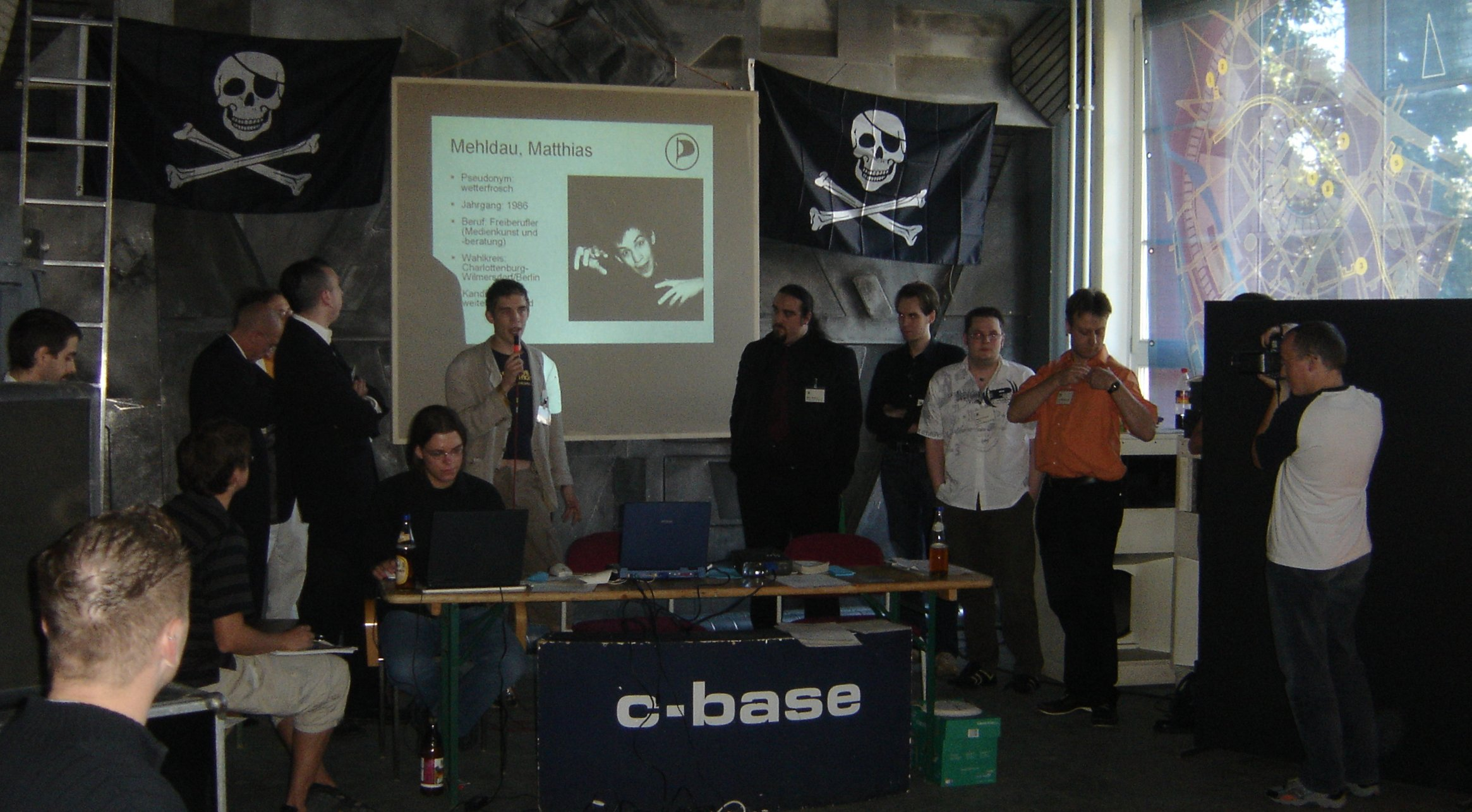
Meeting inaugurale nel 2006, presso la C-base di Berlino.

Il partito è stato fondato il 10 settembre 2006. Il 29 luglio 2009 il partito conta 5.118 iscritti. Alle elezioni europee del 2009 il partito ha ricevuto 229.117 voti, raggiungendo lo 0,9 % delle preferenze ma non riuscendo a superare la soglia di sbarramento (5%) utile per un seggio.
Il 4 luglio 2009 Jens Seipenbusch diventa leader del partito, dopo esserne stato già a capo dal 2007 al 2008. Gli altri leader del partito sono stati Dirk Hillbrecht, Marina Weisband e Christof Leng.
A febbraio 2009 Jens Knoblich, portavoce del paese di Hohenstein e consigliere comunale di Strausberg, aderisce al partito. A giugno 2009, il deputato del Bundestag Jörg Tauss, proveniente dal SPD, ha aderito al Partito Pirata, diventando l'unico rappresentante del partito in Parlamento.
Nelle elezioni federali del 2009 ha ottenuto il 2,0% dei voti, primo partito fra quelli che non hanno superato la soglia di sbarramento.
Nelle elezioni statali di Berlino del 2011, supera per la prima volta la soglia del 5% e ottiene 15 seggi sui 141 (9%) disponibili.
Il partito supera nuovamente la soglia del 5% nelle elezioni statali successive, questa volta nel Saarland, nel 2012. Ottiene qui 7,4% dei voti, garantendosi così 4 dei 51 seggi.
Il 28 aprile 2012 Bernd Schlömer viene eletto leader del partito in successione a Sebastian Nerz.
Nel mese di maggio 2012 il partito raggiunge l'8.3% nelle elezioni statali della regione Schleswig-Holstein e il 7,5% in Nord Reno Vestfalia arrivando ad avere rappresentanti eletti nei parlamenti di quattro stati federali.
Alle elezioni federali del 2013 il Partito Pirata raccoglie il 2,2% dei voti, rimanendo ancora fuori dal Parlamento federale.
Alle elezioni europee del 2014 il Partito Pirata raccoglie l'1,4% dei voti, portando Julia Reda nel Parlamento europeo.

## Ideologia
Il partito si oppone allo smantellamento dei diritti civili in telefonia e Internet, in particolare la data retention, la censura di Internet (cosiddetta Zugangserschwerungsgesetz), monopoli artificiali e varie misure di sorveglianza dei cittadini.
Il partito è favorevole ad una maggiore trasparenza dell'apparato politico, al diritto civile ad un trattamento dei dati personali sicuro e controllabile, ad una riforma dei diritti d'autore, dell'educazione, dei brevetti genetici ed informatici e della società per i diritti di riproduzione meccanica e l'esibizione musicale.
In particolare il partito propone di implementare il sistema politico in open source e di provvedere a delle API per permettere ad ispezionare e controllare l'efficienza del governo con mezzi informatici alla mano dei cittadini.

### Politica sociale

#### Scopi primari
Fra gli obiettivi di fondo in campo sociale del partito pirata tedesco vi è il "diritto di sussistenza e di inclusione sociale" (come esemplificato nella sezione "Recht auf sichere Existenz und gesellschaftliche Teilhabe" del programma del partito) nella quale si legge "Non promuoviamo ricchezza, ma lotta alla povertà".

#### Reddito di cittadinanza
Nel settembre 2011 la Piratenpartei ha superato la barriera del 5% alle elezioni del Land di Berlino conquistando per la prima volta seggi a livello di Land, dopo che la proposta di un "reddito di cittadinanza" affermata nel programma ufficiale del partito ha avuto eco nei media tedeschi sia durante la campagna elettorale, che dopo le elezioni.
L'ipotesi di un nesso causale fra i due fatti è suggerita anche dall'altro evento clamoroso della stessa tornata elettorale: il crollo verticale dei liberali della FDP molto al di sotto della barriera del 5% e la loro conseguente scomparsa da tutti i parlamenti di Berlino.
Nel partito pirata tedesco si è formata l'opinione secondo la quale l'obiettivo della lotta alla povertà si possa ottenere attraverso un reddito da corrispondere a tutti gli aventi cittadinanza, senza chiedere lavoro in cambio (bedingungslos) e di entità sufficiente ad una dignitosa sussistenza. Tale posizione è sostenuta senza mezzi termini sul sito del partito, nonché ufficializzata nella sezione "Recht auf sichere Existenz und gesellschaftliche Teilhabe" del programma del partito, in cui si legge:

## Critiche
Nonostante il partito pirata tedesco abbia maggiori affinità ideologiche con i verdi e con i "rossi" della Linke, i Piraten sottraggono voti anche a partiti di centro o destra compresa la NPD, partito considerato indecente e neonazista dai concorrenti. Al 2011 infatti figurano fra i Piraten alcuni ex membri della NPD, cosa che ha causato aspre discussioni interne al partito.
Nel suo periodo come leader del partito, Sebastian Nerz si è opposto ad un rifiuto generalizzato sostenendo che una società democratica deve saper perdonare errori passati; chi invece si oppone fa leva sul fatto che molti di coloro che provengono dall'NPD non hanno pubblicamente dichiarato l'abbandono delle precedenti ideologie.
Una critica, ricorrente con asprezza sia all'interno del partito che in media influenti e che nella dinamica elettorale germanica potrebbe costare voti al partito, è la constatazione della percentuale insolitamente bassa di quadri e leader femminili e la conseguente richiesta di "quote rosa"; la risposta di Sebastian Nerz, al riguardo, è negativa poiché, secondo lui, le quote rosa possono essere utili come misura temporanea per sbloccare organizzazioni dove la maggioranza maschile frena la ascesa di donne a posizioni di responsabilità ed il partito pirata tedesco non rientra in questi casi.

## Sezione giovanile

Logo della sezione giovanile

Il Piratenpartei ha una sezione giovanile attiva, chiamata Junge Piraten, abbreviata in JuPis. L'organizzazione è stata fondata a Wiesbaden il 18 aprile 2009, quando il primo board è stato eletto. Il primo leader dei Giovani Pirati è l'allora quindicenne Carmelito Bauer.

## Risultati elettorali
| Elezione      | Voti    | %    | Seggi   |
| ------------- | ------- | ---- | ------- |
| Europee 2009  | 229.464 | 0,87 | 0 / 99  |
| Federali 2009 | 847.870 | 2,0  | 0 / 622 |
| Federali 2013 | 959.177 | 2,2  | 0 / 631 |
| Europee 2014  | 425.044 | 1,45 | 1 / 96  |
| Federali 2017 | 173.476 | 0,4  | 0 / 709 |
| Europee 2019  | 243.363 | 0,65 | 1 / 96  |

## Presidenti
- Christof Leng (2006-2007)
- Jens Seipenbusch (2007-2008)
- Dirk Hillbrecht (2008-2009)
- Jens Seipenbusch (2009-2011)
- Sebastian Nerz (2011-2012)
- Bernd Schlömer (2012-2013)
- Thorsten Wirth (2013-2014)
- Stefan Körner (2014 - oggi)